# Коммунистическая партия Непала (объединённая марксистско-ленинистская)
Коммунистическая партия Непала (объединённая марксистско-ленинская) (КПН (ОМЛ); непальск. नेपाल कम्युनिष्ट पार्टी (एकिकृत मार्क्सवादी-लेनिनवादी)) — крупнейшая коммунистическая партия Непала. В 2018 году слилась со своими бывшими политическими оппонентами из Коммунистической партии Непала (Маоистский центр) в единую Непальскую коммунистическую партию, но затем была восстановлена в результате решения Верховного суда 8 марта 2021 года.

## История
Партия создана в 1991 году путём объединения Коммунистической партии Непала (марксистской) и Коммунистической партии Непала (марксистско-ленинской).
На выборах 1991 года партия получила 30 % голосов, завоевав 69 из 205 мест в Палате представителей и 16 из 60 мест в Национальной ассамблее.
Участвовала в событиях 1993 года, вынудивших короля провести парламентские выборы в 1994 году, по итогам которых партия, собрав 30,8 % голосов и 88 мест, возглавила правительство Ман Мохана Адхикари, однако уже через несколько месяцев правительство получило вотум недоверия от парламента. Партия участвовала еще в двух коалиционных правительствах в 1997 и 1998—1999 годах.
КПН (ОМЛ) периодически продолжала сотрудничать с королевским правительством даже после того, как Коммунистическая партия Непала (маоистская) в 1996 году начала гражданскую войну. Вместе с тем, выступала за переговоры с маоистами с целью прекращения гражданской войны.
Выборы в местные органы власти в 1997 году отразили значительный рост поддержки КПН (ОМЛ). Она завоевала 51,2 % мест в сельских, городских и районных комитетах развития (по сравнению с 26,28 % в 1992). В 1998 году партия пережила тяжелый раскол, когда из неё вышли 46 депутатов, чтобы создать КПН (марксистско-ленинскую). На парламентских выборах 1999 года КПН (ОМЛ) получила 31,61 % голосов и 71 место в нижней палате парламента и 17 из 60 мест в верхней палате. КПН (МЛ), имея 6,56 % голосов, не получила ни одного места. Поэтому к марту 2002 года единство КПН (ОМЛ) было восстановлено.
Вошедший на трон в 2001 году король Гьянендра постепенно уменьшал политические свободы, распустил парламент, запретил политические партии, а в 2005 году распустил правительство, объявил военное положение и взял всю власть в свои руки, объяснив это неспособностью правительства подавить маоистское восстание. В ответ КПН (ОМЛ) вместе с несколькими другими коммунистическими и некоммунистическими партиями образовала Альянс семи партий, который начал борьбу против короля и подписал соглашение с маоистами. В 2006 году КПН (ОМЛ) и другие партии альянса начали серию забастовок и беспорядков, которая вынудила короля восстановить парламент. В том же году КПН (ОМЛ) с союзниками в парламенте проголосовала за ограничение власти монарха и легализацию Коммунистической партии Непала (маоистской).
На парламентских выборах 2008 года Коммунистическая партия Непала (объединённая марксистско-ленинская) проиграла, заняв третье место после Коммунистической партии Непала (маоистской) и партии Непальский конгресс (которая ещё с 1980 года отказалась от социалистической идеологии и ныне фактически является либеральной партией). Партия получила 108 мест в 601-местном Учредительном собрании.
25 мая 2009 года после отставки лидера Объединённой коммунистической партии Непала (маоистской) Прачанды бывший лидер Коммунистической партии Непала (объединённой марксистско-ленинской) Мадхав Кумар Непал возглавил второе правительство в истории республиканского Непала — на безальтернативном голосовании за него отдали свои голоса представители 22 из 25 парламентских политических сил (представители крупнейшей компартии, маоистской, покинули зал заседаний в знак протеста).
3 февраля 2011 года Учредительное собрание утвердило председателя партии Джалу Натха Кханала в должности премьер-министра Непала.
11 октября 2015 года премьер-министром Непала был выбран новый председатель Коммунистической партии Кхадга Прасад Шарма Оли и занимал этот пост до августа 2016 года. 15 февраля 2018 года Кхадга Прасад Шарма Оли второй раз был назначен премьер-министром страны и в союзе с Коммунистической партией Непала (Маоистский Центр) сформировал левое коалиционное правительство.
В мае 2018 партии окончательно объединились.

## Идеология
КПН (ОМЛ) характеризует Непал как полуфеодальную и полуколониальную страну, в которой ключевыми вопросами являются «революционная земельная реформа» и уничтожения феодальных отношений, на словах требует большей независимости во внешней политике от Индии, придерживаясь пропекинской ориентации. Хотя КПН (ОМЛ) в отдельных источниках продолжают считать «маоистской», идеологию партия, согласно её документам, составляют социализм, национализм, «народная многопартийная демократия», права человека и «творческое развитие марксизма-ленинизма». В 1993 году съезд КПН (ОМЛ) отказался от маоистской тактики партизанской войны и принял программу «Народной многопартийной демократии».

## Руководители партии
- Генеральные секретари:
  - Мадан Бхандари (1991—1993)
  - Мадхав Кумар Непал (1993 — апрель 2008)
  - Джала Натх Кханал (апрель 2008 — февраль 2009)
  - Ишвар Покхарел (с февраля 2009)
- Председатели:
  - Ман Мохан Адхикари (1991—1999)
  - Джала Натх Кханал (с февраля 2009)
  - Кхадга Прасад Шарма Оли (с июля 2014)